# Абдуллаев, Эльнур Суджаят оглы
Эльну́р Суджаят оглы Абдулла́ев (азерб. Abdullayev Elnur Sücayət oğlu; род. 16 февраля 1986, Баку) — азербайджанский футболист, амплуа — полузащитник.

## Клубная карьера
Выступал за клубы «Туран», «Баку» и «Олимпик-Шувалан».
В 2009—2011 выступал за клуб азербайджанской премьер-лиги «Мугань» из города Сальян.

## Сборная Азербайджана
Выступал в составе молодёжной сборной Азербайджана.